# Inostemma dalhousianum
Inostemma dalhousianum är en stekelart som beskrevs av Durgadas Mukerjee 1981. Inostemma dalhousianum ingår i släktet Inostemma och familjen gallmyggesteklar. Inga underarter finns listade i Catalogue of Life.